# أنكولي واتوسي
بقرة أنكولي واتوسي سلالة من الأبقار موطنه أفريقيا. وتُعرف باسم «مواشي الملوك». تمتاز الأبقار بضخامه حجم قرونها. يتم تربية أبقار أنكولي واتوسي من قبل قبيلة تدعى قبيلة المنداري، والتي ما زال أفرادها القبيلة يعيشون بالطرق البدائية، تقطن قبيلة المنداري على ضفاف نهر النيل، شمال العاصمة جوبا، جنوب السودان
يصل ثمن الواحدة من بقرة أنكولي واتوسي حوالي 500 دولار،
.

## سلالة أنكولي واتوسي/ جنوب السودان

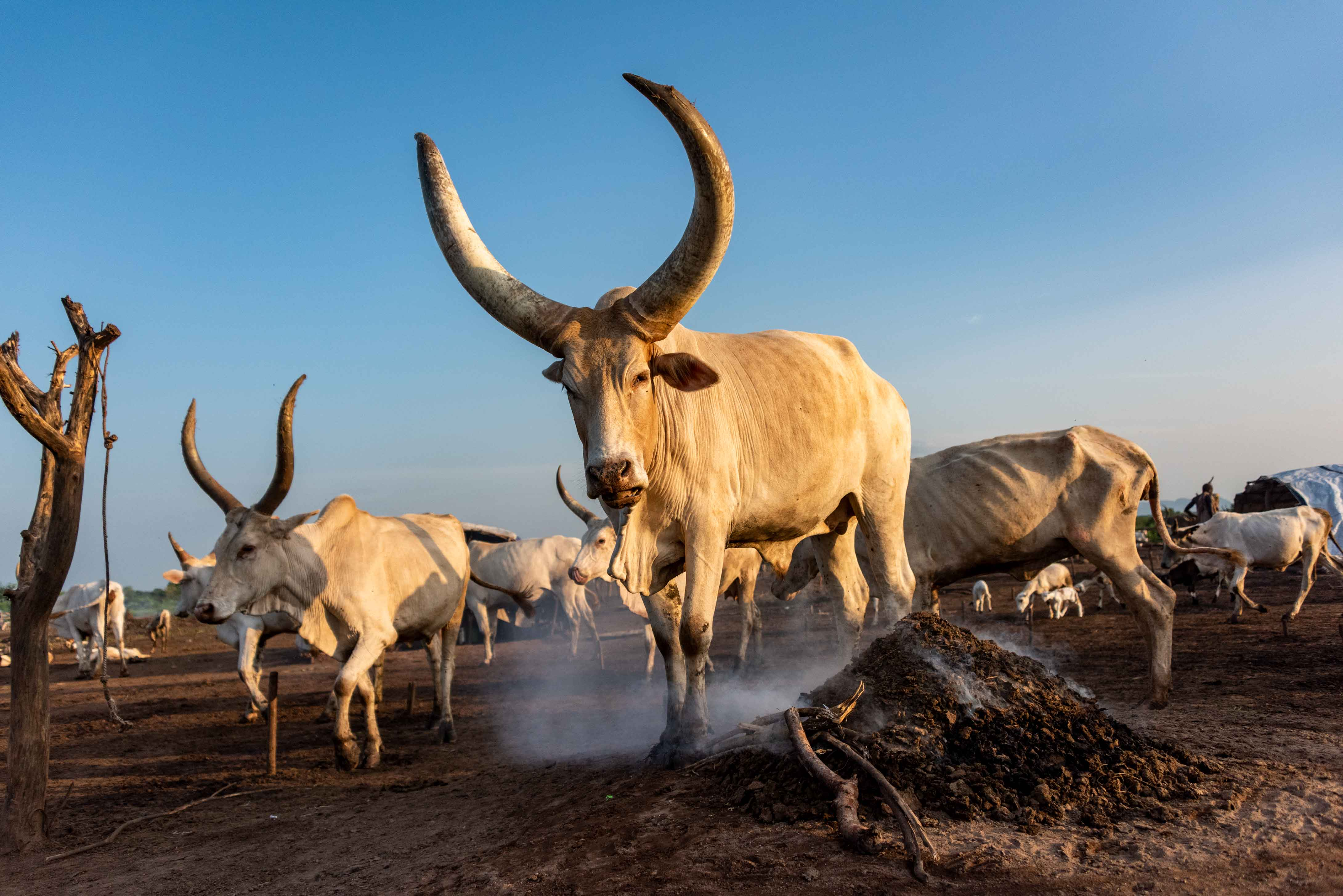
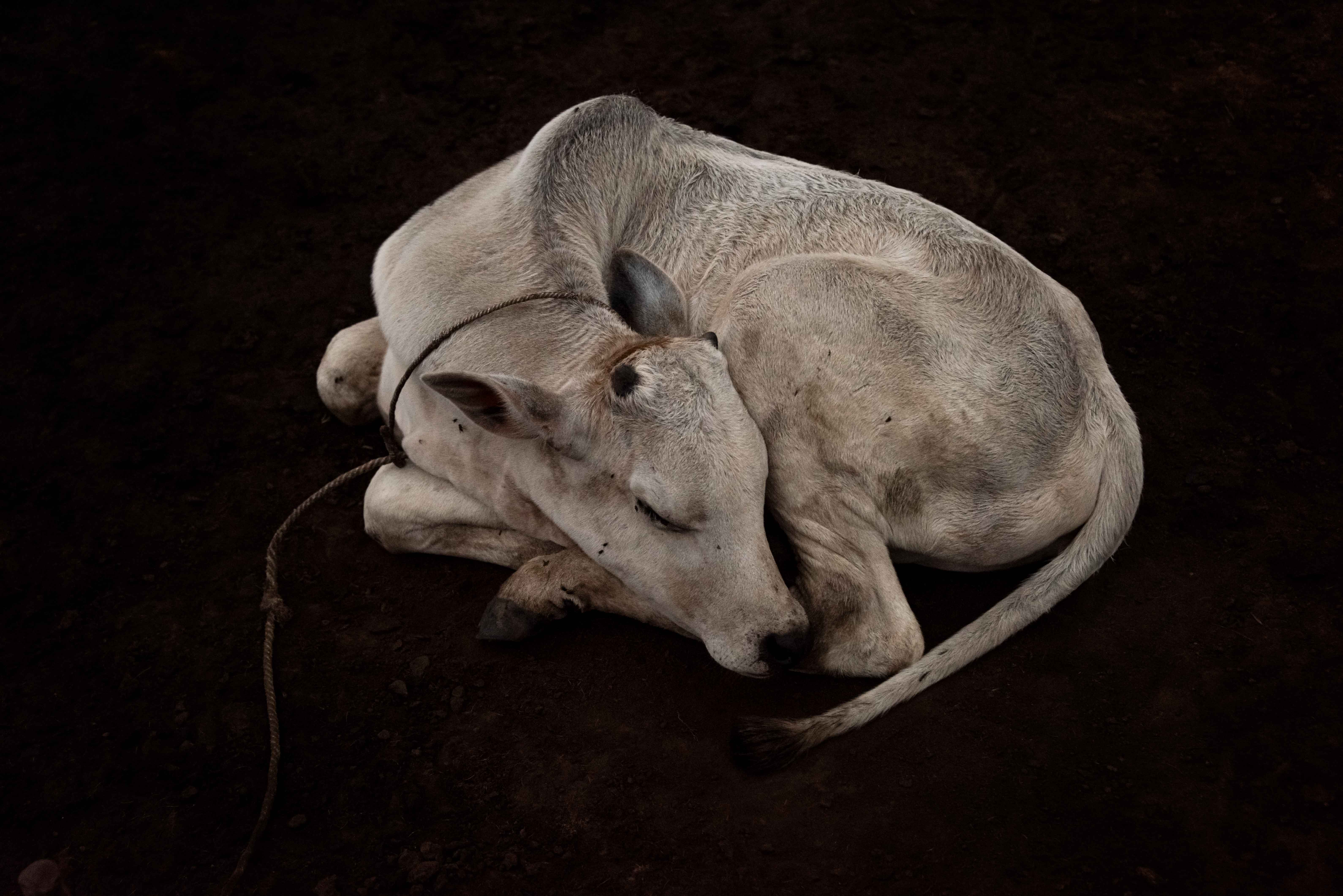
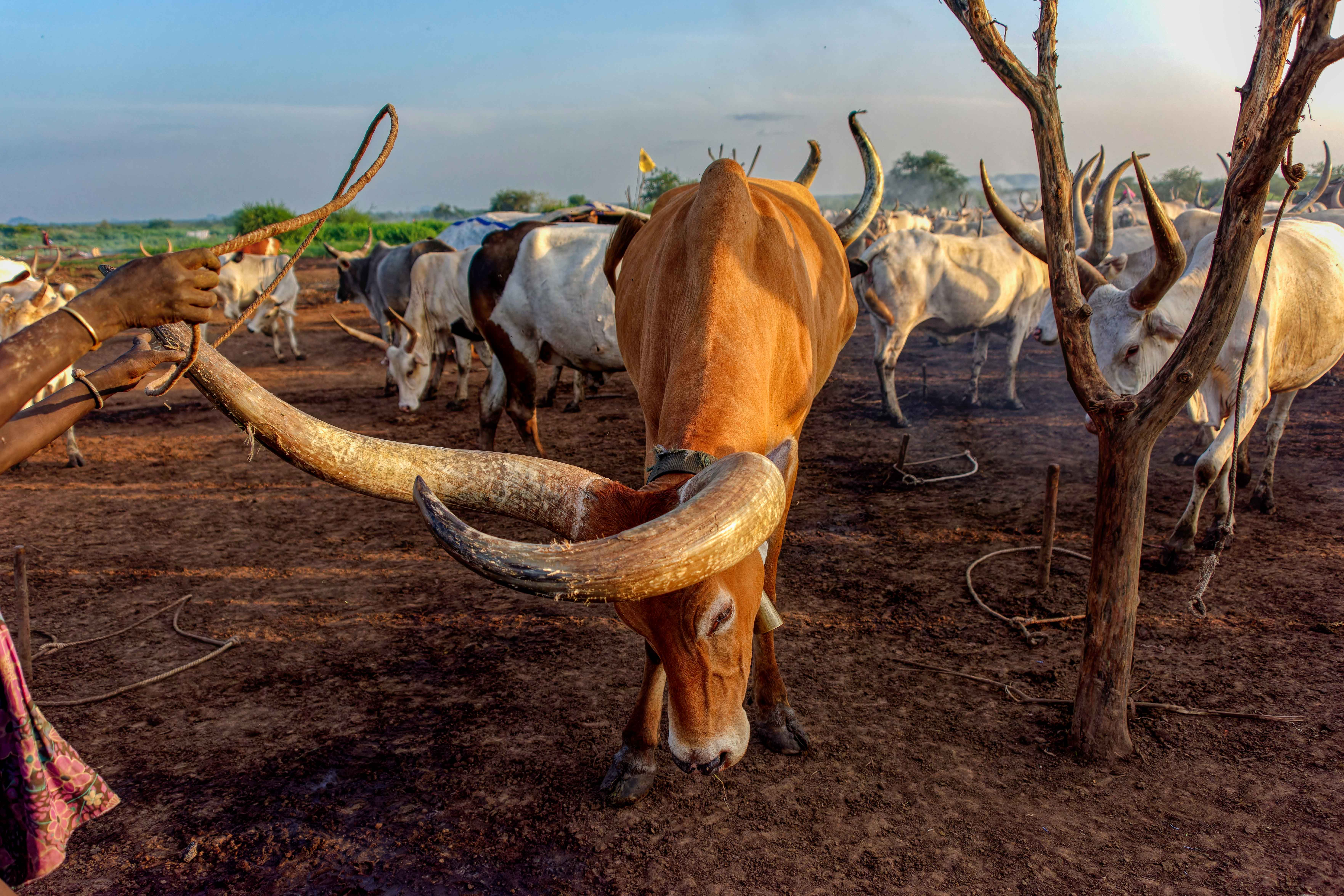
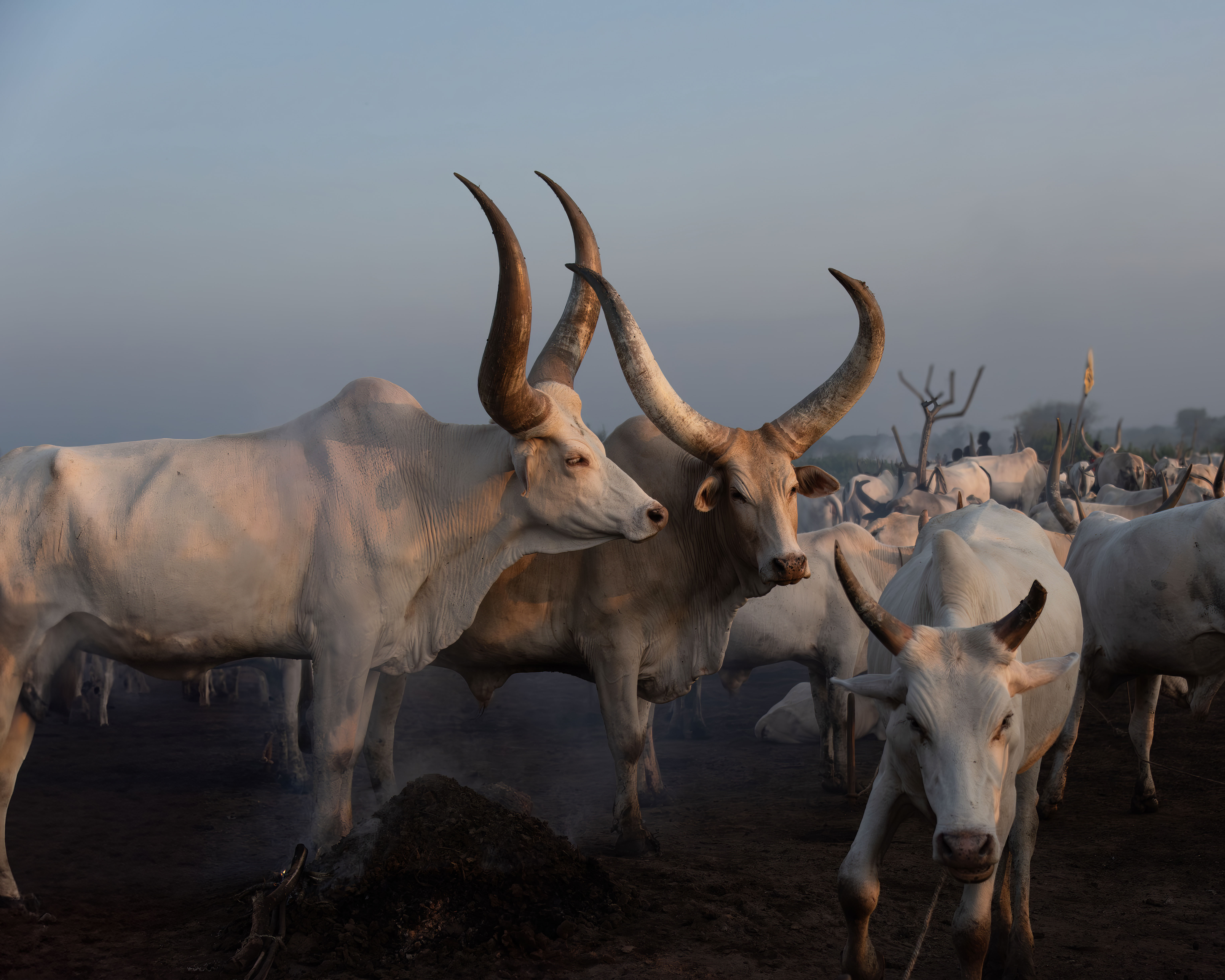
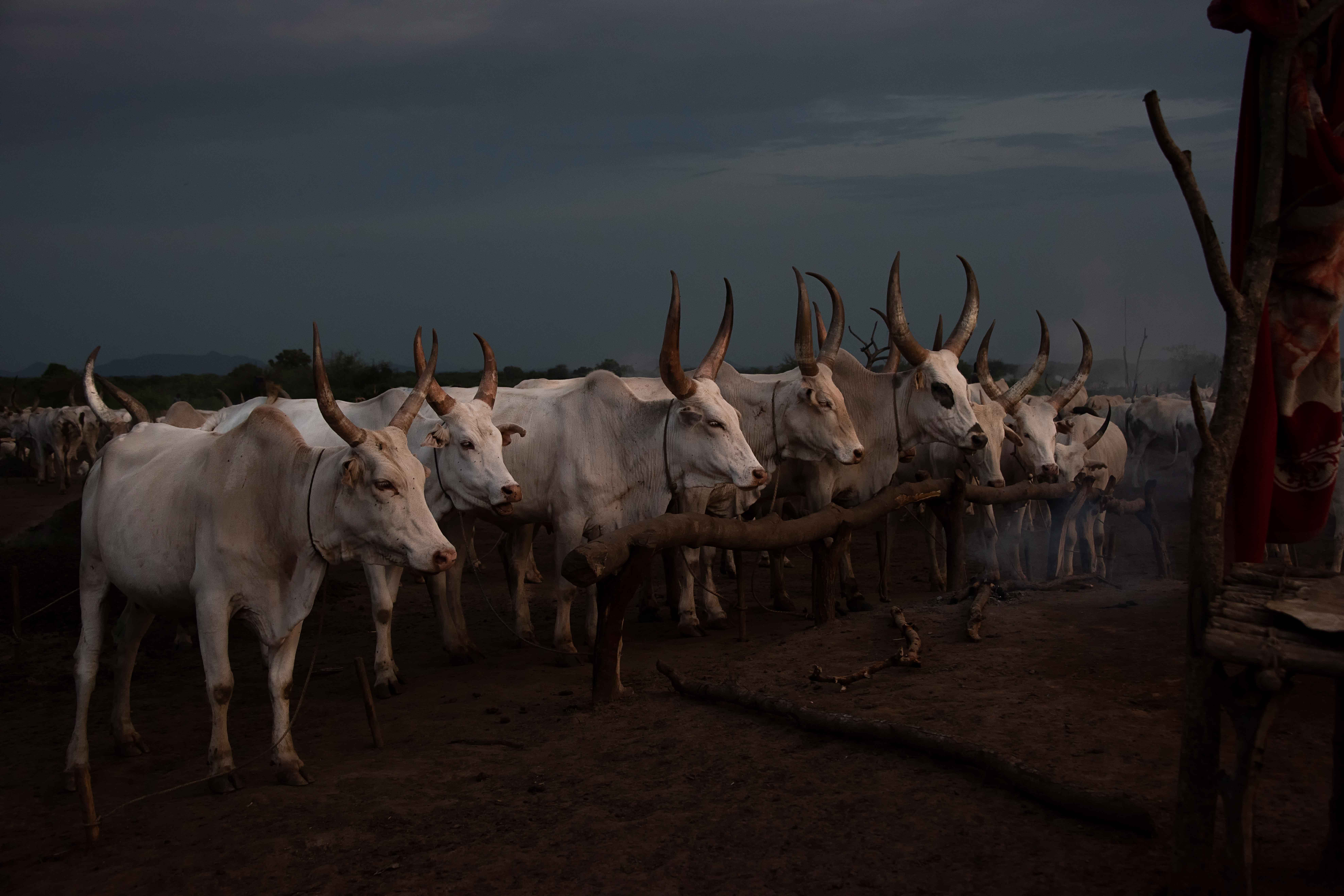
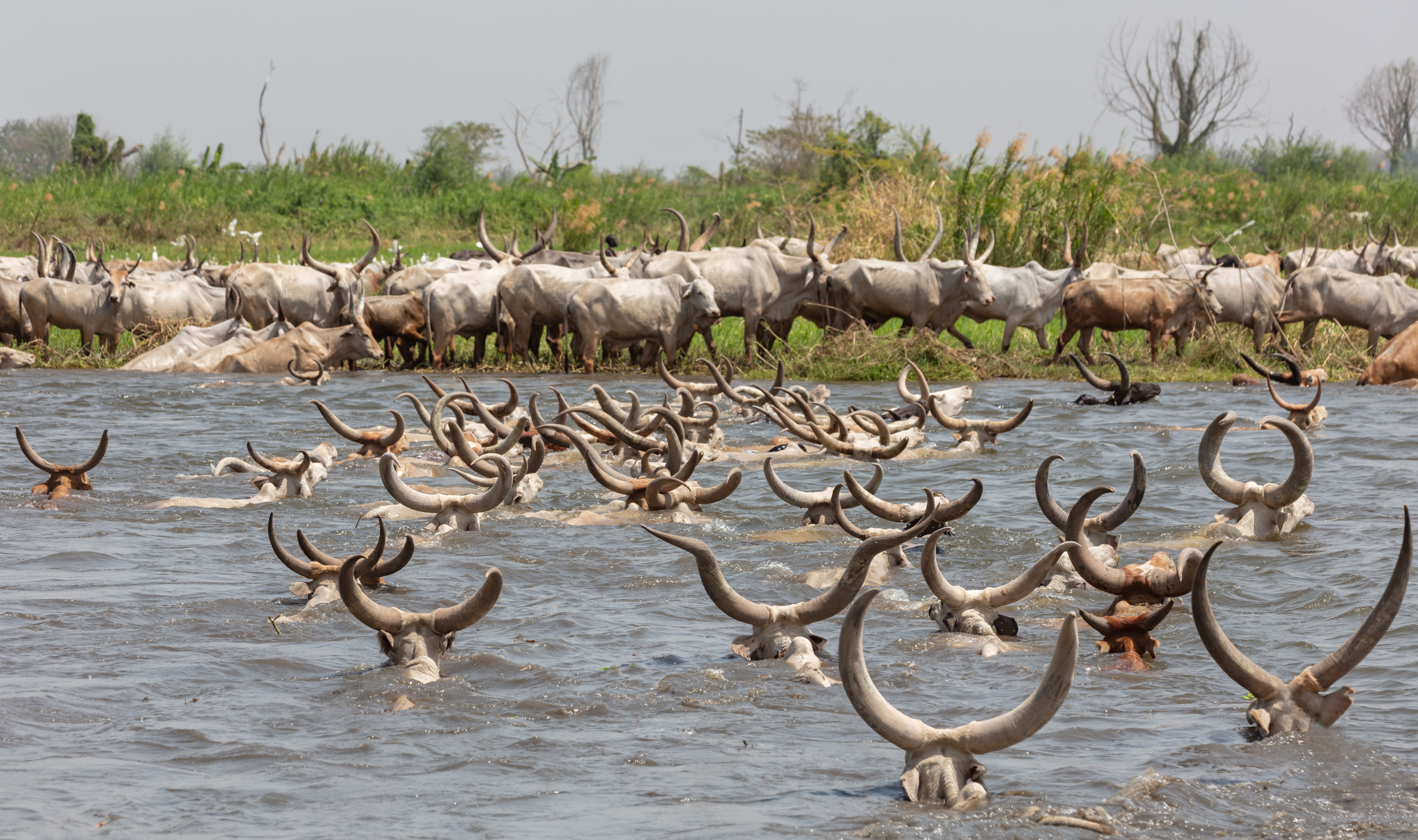